# Провінція Мусаші
Провінція Мусаші (яп. 武蔵国  — мусаші но куні, "країна Мусаші"; 武州 — бушю, "провінція Мусаші") —  історична провінція Японії у регіоні Канто  на сході острова Хоншю. Розташована на півострові Босо. Відповідає сучасній столиці Токіо, більшій частині префектури Сайтама, а також північно-східній частині префектури Канаґава.

## Короткі відомості
Провінція Мусаші була утворена у 7 столітті. Її адміністративний центр знаходився у  сучасному місті Фучю. 
Віддавна землі провінції Мусаші були населені прото-айнськими племенами еміші, тому центральний уряд взяв курс на асиміляцію цього регіону. Корейські переселенці з материка, які були поселені тут столичною владою, поширили у провінції кінну справу. Завдяки контактам еміші й яматосців наприкінці 10 століття у провінції з'явилися перші самураї.
У другій половині 12 століття Мусаші була предметом воєн родів Тайра і Мінамото. Після створення останнім Камакурського шьоґунату, провінція була передана родам Хіраґа та Оое, проте згодом була узурпована родиною Ходжьо.
З 14 по 16 століття Мусащі знаходилася під владою роду Хосокава. У період Сенґоку її захопив рід Ґо-Ходжьо. З 1590 року провінція стала форпостом володінь Токуґави Іеясу, зановника нового шьоґунату.  
У період Едо (1603-1867) місто Едо провінції Мусаші слугувало ставкою для шьоґунів Токуґава. Попри те, що столиця країни знаходилась у Кіото, місці перебування імператора, Едо було політичним центром Японії. 
У результаті адміністративних реформ 1871-1876 років, Мусаші була пертворена на префектуру Токіо, а ряд повітів провінції увійшли до складу префектур Сайтама і Канаґава.

## Повіти
- Адачі 足立郡
- Ебара 荏原郡
- Ірума 入間郡
- Йокомі 横見郡
- Камі 賀美郡 (加美郡)
- Кацушіка 葛飾郡（葛西郡)
- Кодама 児玉郡
- Кома 高麗郡
- Куракі 久良岐郡
- Нака 那珂郡
- Ніїкура  新羅郡 (新座郡,新倉郡)
- Обусума 男衾郡
- Оосато 大里郡
- Сайтама 埼玉郡
- Тама 多摩郡
- Тачібана 橘樹郡
- Чічібу 秩父郡
- Тошіма 豊嶋郡
- Хандза 榛沢郡
- Хатара 幡羅郡
- Хікі 比企郡
- Цудзукі 都筑郡